# Oscar al miglior film d'animazione
L'Oscar al miglior film animato (Academy Award for Best Animated Feature) viene assegnato ogni anno al film d'animazione votato come migliore dall'Academy of Motion Picture Arts and Sciences, cioè l'ente che assegna gli Academy Awards, i celebri premi conosciuti in Italia come premi Oscar.

## Storia

### Antefatti della creazione
Per gran parte della storia degli Academy Awards, l'AMPAS aveva resistito all'idea della creazione di una categoria per i film d'animazione, poiché c'erano semplicemente troppi pochi film per giustificare un premio dedicato. L'Academy di tanto in tanto conferiva Oscar speciali per produzioni eccezionali, di solito per la Walt Disney Pictures, come nel caso di Biancaneve e i Sette Nani nel 1938, lo Special Achievement Academy Award per l'ibrido live action/animato Chi ha incastrato Roger Rabbit nel 1988 e Toy Story nel 1995. Prima della creazione del premio, solo un film d'animazione era stato nominato come miglior film: La Bella e la Bestia del 1991, sempre della Walt Disney Pictures.
Nel 2001, la comparsa di reali concorrenti alla Disney nel mercato dei film d'animazione, come DreamWorks Animation (fondata dall'ex dirigente della Disney Jeffrey Katzenberg), determinò un aumento delle uscite annuali di film di animazione, cosa che indusse l'AMPAS alla creazione della categoria "miglior film d'animazione" (Academy Award for Best Animated Feature).
L'Academy Award per il miglior film d'animazione è stato assegnato per la prima volta al 74º Academy Awards, tenutosi il 24 marzo 2002. L'Academy incluse inoltre una regola che stabiliva che il premio non sarebbe stato consegnato in un anno in cui meno di otto film ammissibili fossero usciti nelle sale, regola abolita il 23 aprile 2019 per rendere più accettabile il voto per i film d'animazione. La creazione della categoria indusse le persone che lavoravano all'interno dell'industria dell'animazione e i fan a credere che il prestigio di questo premio e il conseguente aumento del botteghino avrebbero incoraggiato la produzione di nuovi film animati. Alcuni membri e fan criticarono invece il premio, sostenendo che la sua creazione avesse il solo scopo di impedire ai film d'animazione di avere la possibilità di vincere il premio come miglior film.

### Dalla creazione
Il primo film d'animazione che vinse la statuetta fu Shrek della DreamWorks nel 2002, seguito nel 2003 da La città incantata dello Studio Ghibli. La Pixar (candidata nel 2002 per Monsters & Co. e nel 2003 per Lilo & Stitch e Il pianeta del tesoro) vinse con Alla ricerca di Nemo nel 2004 e replicò nel 2005 con Gli Incredibili - Una "normale" famiglia di supereroi, che batté Shrek 2. Nel 2006 vinse Wallace & Gromit - La maledizione del coniglio mannaro, basato sui cortometraggi di Wallace & Gromit della Aardman, che batté La sposa cadavere di Tim Burton, mentre l'anno dopo Happy Feet, della Village Roadshow Pictures, vinse a scapito di Cars - Motori ruggenti. 
Rimasta a secco per due anni consecutivi, la Pixar tornò a vincere tra il 2008 e il 2011 con Ratatouille, WALL•E, Up e Toy Story 3 - La grande fuga, con gli ultimi due candidati anche come miglior film, complice anche l'aumento delle candidature in detta categoria da 5 a 10: entrambi eguagliarono La Bella e la Bestia e, ad oggi, Toy Story 3 è l'ultimo film d'animazione candidato alla categoria miglior film. Nel 2012, la serie fortunata della Pixar fu spezzata da Rango, della Nickelodeon, già candidata dieci anni prima per Jimmy Neutron - Ragazzo prodigio.
A partire dal 2013 fino ai giorni nostri il premio è contraddistinto dall'alternanza di vittorie Pixar/Disney: se Pixar ritornò al premio nel 2013 con Ribelle - The Brave, la Disney vinse due volte di fila con i Classici Disney. Nel 2014 Frozen - Il regno di ghiaccio batté Cattivissimo me 2 e I Croods, poi Big Hero 6 sconfisse a sorpresa Dragon Trainer 2 (il film Dreamworks era arrivato come candidato seriale alla notte degli Oscar forte della vittoria sul film Disney sia sul Golden Globe che sull'Annie Award). Pixar si aggiudicò nuovamente il premio con Inside Out nel 2016, quindi Disney vinse nel 2017 con Zootropolis e Pixar vinse con Coco nel 2018, ma ad interrompere questa alternanza ci riuscì la prima storica vittoria della Sony Pictures Animation nel 2019 grazie a Spider-Man - Un nuovo universo, che batté Gli Incredibili 2.
Gli anni 2020 si aprirono con Pixar che tornò a vincere dapprima con Toy Story 4 (la vittoria fece di Toy Story il primo franchise plurivincitore in tale categoria) e in seguito replicò con Soul. Nel 2022 la Disney ritornò alla vittoria con Encanto, mentre nel 2023 Netflix si aggiudica l'Oscar con il suo Pinocchio di Guillermo del Toro (primo film insignito della statuetta che provenga da Internet), battendo tra i vari candidati Il gatto con gli stivali 2 - L'ultimo desiderio della DreamWorks. Nel 2024 Il ragazzo e l'airone, dello Studio Ghibli di Miyazaki, viene insignito della statuetta dopo ben 21 anni dalla vittoria de La città incantata (finora distacco temporale più grande tra una vittoria e l'altra per una determinata casa produttrice), lasciando senza vittoria il sequel di Spider-Man - Un Nuovo Universo, Spider-Man: Across The Spider-Verse, quindi nel 2025 la vittoria è andata al film lettone Flow - Un mondo da salvare (primo film d'animazione indipendente a vincere la statuetta) battendo film come Il robot selvaggio della DreamWorks e soprattutto Inside Out 2.

## Statistiche e curiosità

### I sequel
A partire dalla cerimonia degli Oscar nel 2005, molti film sequel di pellicole vincitrici o meno della statuetta sono stati battuti sebbene siano di successo pari, se non superiore, ai loro prequel. L'unico a sfatare la maledizione, ad oggi, è Toy Story 4 nel 2020, sequel di Toy Story 3.
- Nel 2002 Shrek vinse la statuetta e il suo sequel, Shrek 2, venne candidato nel 2005, venendo però sconfitto da Gli Incredibili. Inoltre, Shrek Terzo e Shrek e vissero felici e contenti non vennero nominati.
- Nel 2004, Alla ricerca di Nemo vinse l'Oscar e il suo sequel non venne neanche candidato.
- Nel 2005, Gli Incredibili vinse la statuetta e il suo sequel, Gli Incredibili 2, venne candidato nel 2019, venendo però sconfitto da Spider-Man - Un nuovo universo;
- Nel 2006 Wallace e Gromit: La maledizione del coniglio mannaro vinse l'Oscar e il suo sequel, Le piume della vendetta, venne candidato nel 2025 ma non vinse la statuetta venendo battuto da Flow - Un mondo da salvare;
- Nel 2007 Happy Feet vinse l'Oscar e il suo sequel non venne neanche candidato.
- Nel 2008 ebbe inizio la serie di Kung Fu Panda: se il primo vinse l'Annie e ai Golden Globe e agli Oscar venne battuto da WALL•E, il secondo venne battuto da Rango nel 2012 e il terzo e il quarto non vennero candidati.
- Nel 2010 iniziò la sfortunata saga di Dragon Trainer: se il primo film venne candidato nel 2011 ma cedette a Toy Story 3, il secondo, invece, si aggiudicò Golden Globe e Annie Award e venne indicato quale favorito principale nella notte degli Oscar 2015, venendo però piegato da Big Hero 6, e il terzo film venne anch'esso candidato agli Oscar 2020, venendo battuto da Toy Story 4;
- Nel 2014 Frozen - Il regno di ghiaccio vinse l'Oscar, ma il suo sequel, Frozen II - Il segreto di Arendelle, non venne candidato nel 2020, se non per Into the Unknown nella categoria Miglior canzone originale;
- Nel 2016 Inside Out vinse l'Oscar e il suo sequel, Inside Out 2, venne candidato anch'esso nel 2025 ma non vinse la statuetta venendo battuto da Flow - Un mondo da salvare;
- Nel 2019 Spider-Man - Un nuovo universo vinse la statuetta e il suo sequel, Spider-Man: Across the Spider-Verse, venne candidato nel 2024, ma perse in favore di Il Ragazzo e l’airone;

### Vittorie e candidature per casa
| Casa produttrice              | Vittorie | Candidature |
| ----------------------------- | -------- | ----------- |
| Pixar                         | 11       | 19          |
| Walt Disney Animation Studios | 4        | 13          |
| Dreamworks Animation          | 2        | 15          |
| Studio Ghibli                 | 2        | 7           |
| Sony Pictures Animation       | 1        | 5           |
| Aardman Animations            | 1        | 5           |
| Netflix Animation             | 1        | 4           |
| Nickelodeon                   | 1        | 2           |
| Laika                         | 0        | 6           |
| Cartoon Saloon                | 0        | 4           |
| Les Amateurs                  | 0        | 3           |
| Blue Sky Studios              | 0        | 3           |
| Tim Burton Productions        | 0        | 2           |
| American Empirical            | 0        | 2           |
| StudioCanal                   | 0        | 2           |

## Vincitori e candidati
L'elenco mostra il vincitore di ogni anno, seguito dagli altri candidati.

### 2000
- 2002
  - Shrek, regia di Andrew Adamson e Vicky Jenson
  - Monsters & Co. (Monsters, Inc.), regia di Pete Docter, Lee Unkrich e David Silverman
  - Jimmy Neutron - Ragazzo prodigio (Jimmy Neutron: Boy Genius), regia di John A. Davis
- 2003
  - La città incantata (千と千尋の神隠し, Sen to Chihiro no kamikakushi), regia di Hayao Miyazaki
  - L'era glaciale (Ice Age), regia di Chris Wedge e Carlos Saldanha
  - Il pianeta del tesoro (Treasure Planet), regia di Ron Clements e John Musker
  - Lilo & Stitch, regia di Chris Sanders e Dean DeBlois
  - Spirit - Cavallo selvaggio (Spirit: Stallion of the Cimarron), regia di Lorna Cook e Kelly Asbury
- 2004 
  - Alla ricerca di Nemo (Finding Nemo), regia di Andrew Stanton e Lee Unkrich
  - Koda, fratello orso (Brother Bear), regia di Aaron Blaise e Robert Walker
  - Appuntamento a Belleville (Les Triplettes de Belleville), regia di Sylvain Chomet
- 2005 
  - Gli Incredibili (The Incredibles), regia di Brad Bird
  - Shrek 2, regia di Andrew Adamson, Kelly Asbury e Conrad Vernon
  - Shark Tale, regia di Bibo Bergeron, Vicky Jenson e Rob Letterman
- 2006 
  - Wallace & Gromit: La maledizione del coniglio mannaro  (Wallace & Gromit: The Curse of the Were-Rabbit), regia di Steve Box e Nick Park
  - Il castello errante di Howl (ハウルの動く城, Hauru no ugoku shiro), regia di Hayao Miyazaki
  - La sposa cadavere (Tim Burton's Corpse Bride), regia di Tim Burton e Mike Johnson
- 2007
  - Happy Feet, regia di George Miller
  - Cars - Motori ruggenti (Cars), regia di Joe Ranft e John Lasseter
  - Monster House, regia di Gil Kenan
- 2008
  - Ratatouille, regia di Brad Bird e Jan Pinkava
  - Surf's Up - I re delle onde (Surf's Up), regia di Chris Buck e Ash Brannon
  - Persepolis, regia di Marjane Satrapi e Vincent Paronnaud
- 2009
  - WALL•E, regia di Andrew Stanton
  - Kung Fu Panda, regia di Mark Osborne e John Stevenson
  - Bolt - Un eroe a quattro zampe (Bolt), regia di Chris Williams e Byron Howard

### 2010
- 2010
  - Up, regia di Pete Docter e Bob Peterson
  - Coraline e la porta magica (Coraline), regia di Henry Selick
  - La principessa e il ranocchio (The Princess and the Frog), regia di Ron Clements e John Musker
  - Fantastic Mr. Fox, regia di Wes Anderson
  - The Secret of Kells, regia di Tomm Moore
- 2011
  - Toy Story 3 - La grande fuga (Toy Story 3), regia di Lee Unkrich
  - Dragon Trainer (How to Train Your Dragon), regia di Chris Sanders e Dean DeBlois
  - L'illusionista (L'Illusionniste), regia di Sylvain Chomet
- 2012
  - Rango, regia di Gore Verbinski
  - Kung Fu Panda 2, regia di Jennifer Yuh
  - Il gatto con gli stivali (Puss in Boots), regia di Chris Miller
  - Un gatto a Parigi (Une vie de chat), regia di Jean-Loup Felicioli e Alain Gagnol
  - Chico & Rita, regia di Fernando Trueba, Tono Errando e Javier Mariscal
- 2013
  - Ribelle - The Brave (Brave), regia di Mark Andrews e Brenda Chapman
  - Frankenweenie, regia di Tim Burton
  - Ralph Spaccatutto (Wreck-It Ralph), regia di Rich Moore
  - ParaNorman, regia di Sam Fell e Chris Butler
  - Pirati! Briganti da strapazzo (The Pirates! In an Adventure with Scientists), regia di Peter Lord e Jeff Newitt
- 2014
  - Frozen - Il regno di ghiaccio (Frozen), regia di Chris Buck e Jennifer Lee
  - Cattivissimo me 2 (Despicable Me 2), regia di Pierre Coffin e Chris Renaud
  - I Croods (The Croods), regia di Kirk DeMicco e Chris Sanders
  - Ernest & Celestine, regia di Stéphane Aubier, Vincent Patar e Benjamin Renner
  - Si alza il vento (風立ちぬ, Kaze tachinu), regia di Hayao Miyazaki
- 2015
  - Big Hero 6, regia di Don Hall e Chris Williams
  - Dragon Trainer 2 (How to Train Your Dragon 2), regia di Dean DeBlois
  - La storia della Principessa Splendente (かぐや姫の物語, Kaguya-hime no monogatari), regia di Isao Takahata
  - La canzone del mare (Song of the Sea), regia di Tomm Moore
  - Boxtrolls - Le scatole magiche (The Boxtrolls), regia di Graham Annable e Anthony Stacchi
- 2016
  - Inside Out, regia di Pete Docter e Ronnie del Carmen
  - Quando c'era Marnie (思い出のマーニー, Omoide no Mānī), regia di Hiromasa Yonebayashi
  - Anomalisa, regia di Charlie Kaufman e Duke Johnson
  - Il bambino che scoprì il mondo (O Menino e o Mundo), regia di Alê Abreu
  - Shaun, vita da pecora - Il film (Shaun the Sheep Movie), regia di Mark Burton e Richard Starzak
- 2017
  - Zootropolis (Zootopia), regia di Rich Moore e Byron Howard
  - Oceania (Moana), regia di Ron Clements e John Musker
  - La tartaruga rossa (La Tortue rouge), regia di Michaël Dudok de Wit
  - Kubo e la spada magica (Kubo and the Two Strings), regia di Travis Knight
  - La mia vita da Zucchina (Ma vie de Courgette), regia di Claude Barras
- 2018
  - Coco, regia di Lee Unkrich e Adrian Molina
  - Ferdinand, regia di Carlos Saldanha
  - Baby Boss (The Boss Baby), regia di Tom McGrath
  - I racconti di Parvana - The Breadwinner (The Breadwinner), regia di Nora Twomey
  - Loving Vincent, regia di Dorota Kobiela e Hugh Welchman
- 2019
  - Spider-Man - Un nuovo universo (Spider-Man: Into the Spider-Verse), regia di Bob Persichetti, Peter Ramsey e Rodney Rothman
  - Gli Incredibili 2 (Incredibles 2), regia di Brad Bird
  - Ralph spacca Internet (Ralph Breaks the Internet), regia di Phil Johnston e Rich Moore
  - Mirai (未来のミライ, Mirai no Mirai), regia di Mamoru Hosoda
  - L'isola dei cani (Isle of Dogs), regia di Wes Anderson

### 2020
- 2020
  - Toy Story 4, regia di Josh Cooley
  - Dragon Trainer - Il mondo nascosto (How to Train Your Dragon: The Hidden World), regia di Dean DeBlois
  - Klaus - I segreti del Natale (Klaus), regia di Sergio Pablos
  - Dov'è il mio corpo? (J'ai perdu mon corps), regia di Jérémy Clapin
  - Mister Link (Missing Link), regia di Chris Butler
- 2021
  - Soul, regia di Pete Docter e Kemp Powers
  - Onward - Oltre la magia (Onward), regia di Dan Scanlon
  - Wolfwalkers - Il popolo dei lupi (Wolfwalkers), regia di Tomm Moore e Ross Stewart
  - Shaun, vita da pecora: Farmageddon - Il film (A Shaun the Sheep Movie: Farmageddon), regia di Will Becher e Richard Phelan
  - Over the Moon - Il fantastico mondo di Lunaria (Over the Moon), regia di Glen Keane
- 2022 
  - Encanto, regia di Byron Howard e Jared Bush
  - Luca, regia di Enrico Casarosa
  - I Mitchell contro le macchine (The Mitchells vs the Machines), regia di Mike Rianda e Jeff Rowe
  - Raya e l'ultimo drago (Raya and the Last Dragon), regia di Don Hall e Carlos López Estrada
  - Flee (Flugt), regia di Jonas Poher Rasmussen
- 2023 
  - Pinocchio di Guillermo del Toro (Guillermo del Toro's Pinocchio), regia di Guillermo del Toro e Mark Gustafson
  - Il gatto con gli stivali 2 - L'ultimo desiderio (Puss in Boots: The Last Wish), regia di Joel Crawford
  - Red (Turning Red), regia di Domee Shi
  - Marcel the Shell (Marcel the Shell With Shoes On), regia di Dean Fleischer Camp
  - Il mostro dei mari (The Sea Beast), regia di Chris Williams
- 2024 
  - Il ragazzo e l'airone  (君たちはどう生きるか, Kimi-tachi wa dō ikiru ka), regia di Hayao Miyazaki
  - Spider-Man: Across the Spider-Verse, regia di Joaquim Dos Santos, Kemp Powers e Justin K. Thompson
  - Elemental, regia di Peter Sohn
  - Nimona, regia di Nick Bruno e Troy Quane
  - Il mio amico robot (Robot Dreams), regia di Pablo Berger
- 2025 
  - Flow - Un mondo da salvare (Straume), regia di Gints Zilbalodis
  - Il robot selvaggio (The Wild Robot), regia di Chris Sanders
  - Inside Out 2, regia di Kelsey Mann
  - Wallace e Gromit - Le piume della vendetta (Wallace & Gromit: Vengeance Most Fowl), regia di Nick Park e Merlin Crossingham
  - Memoir of a Snail, regia di Adam Elliot